# 가미분정
가미분정(上分町)은 에히메현 우마군에 설치된 정이다. 